# Carbon (journal)
Pour les articles homonymes, voir Carbon.
Carbon (abrégé en Carbon) est une revue scientifique à comité de lecture. Ce journal publie des articles de recherches originales dans le domaine de la chimie du carbone en tant que matériau.
D'après le Journal Citation Reports, le facteur d'impact de ce journal était de 6,337 en 2016. Le directeur de publication est P. Thrower.